# شان فینینگ
شان فینینگ (انگلیسی: Sean Finning؛ زادهٔ ۲۲ ژانویهٔ ۱۹۸۵) دوچرخه‌سوار اهل استرالیا است.
وی در مسابقات کشوری و بین‌المللی در مجموع برندهٔ ۱ مدال نقره شده‌است.